# Неколочь
Не́колочь (бел. Не́калач) — озеро в Лепельском районе Витебской области в бассейне реки Улла (приток Западной Двины).
Площадь поверхности озера 0,55 км², длина 1,39 км, наибольшая ширина 0,69 км. Наибольшая глубина озера Неколочь достигает 10,5 м. Длина береговой линии 5 км, площадь водосбора — 2,35 км², объём воды 3,08 млн м³.
Озеро расположено в 15 км к северо-востоку от города Лепель. На северном берегу озера находится деревня Бор. Неколочь является самым верхним из цепочки озёр к северо-востоку от Лепеля. Сток из озера проходит через ряд озёр, соединённых протоками — Волосно, Мухно, Уклейно, Бобрица, Люкшино. Протока из последнего впадает в реку Берёзовка, приток Уллы.
Озеро Неколочь имеет слегка вытянутую форму, большой полуостров в юго-восточной части отделяет южный залив от основной части озера.
Склоны котловины высотой 5-8 м, распаханы. Берега низкие, в отдельных местах сливаются со склонами, под кустарником. Мелководье шириной до 15-25 м. Глубоководная часть усложнена впадинами и подъёмами, илистая. Зарастает 1/3 площади озера до глубины 4 м.